# Вишеград (крепость)
Вишегра́д или Хиса́ря — развалины старинной крепости на юго-восточной окраине Кырджали (Болгария), на скалистом холме на правом берегу Арды.
Небольшое, около 600 м², сооружение возведено между IV веком до н. э. и I веком н. э. и по всей вероятности принадлежало одному из фракийских племён. Следы поздних пристроек показывают, что в XII веке крепость снова использовалась. Под именем Вишеград она упоминается в византийских летописях. Историки предполагают, что она выполняла функции феодального замка — резиденции управителя области Ахрида.
Название Вишеград славянского происхождения (высокий город), среди местного турецкого населения развалины известны как Хисар Юстю (верхняя/высокая крепость).
Археологические раскопки в крепости проводились в 1971-74 годах. Была расчищена крепостная стена, достигавшая местами высоты в 8 м и толщины в 2 м. Стена построена из необработанного камня, пустоты заполнены мелкими камнями и грунтом. Вход располагался с восточной стороны, в ширину был 2 м. За пределами крепости найдены 17 захоронений римской эпохи, II—III веков.
Внутри крепости обнаружены остатки жилищ и печей, а также обломки керамики, орудия труда и оружие. Самые старые материалы относятся к переходу от бронзового к железному веку.
В этой местности проходили крестоносцы четвёртого крестового похода — и на левом берегу Арды под крепостью Мнеакос (Моняк) располагался лагерь, в котором был избран регентом Латинской империи Анри, впоследствии коронованный и известный как Генрих I Фландрский. Осенью 1207 года через Родопы со стороны Салоник перешли войска Бонифация Монферратского, соблазнившегося слухами о богатстве Ахридской области. Местные жители однако устроили засаду, убили Бонифация и отправили его голову болгарскому царю Калояну.
Крепость заброшена в XIV веке.
Поблизости на том же берегу реки был найден монастырь Иоанна Предтечи, вероятный центр Ахридской епархии.
- Крепостная стена на фоне труб Кырджалийского СЦК
- Крепость, общий вид
- Вид крепости
- Вид города Кырджали от крепости Вишеград